# Rastenfeld

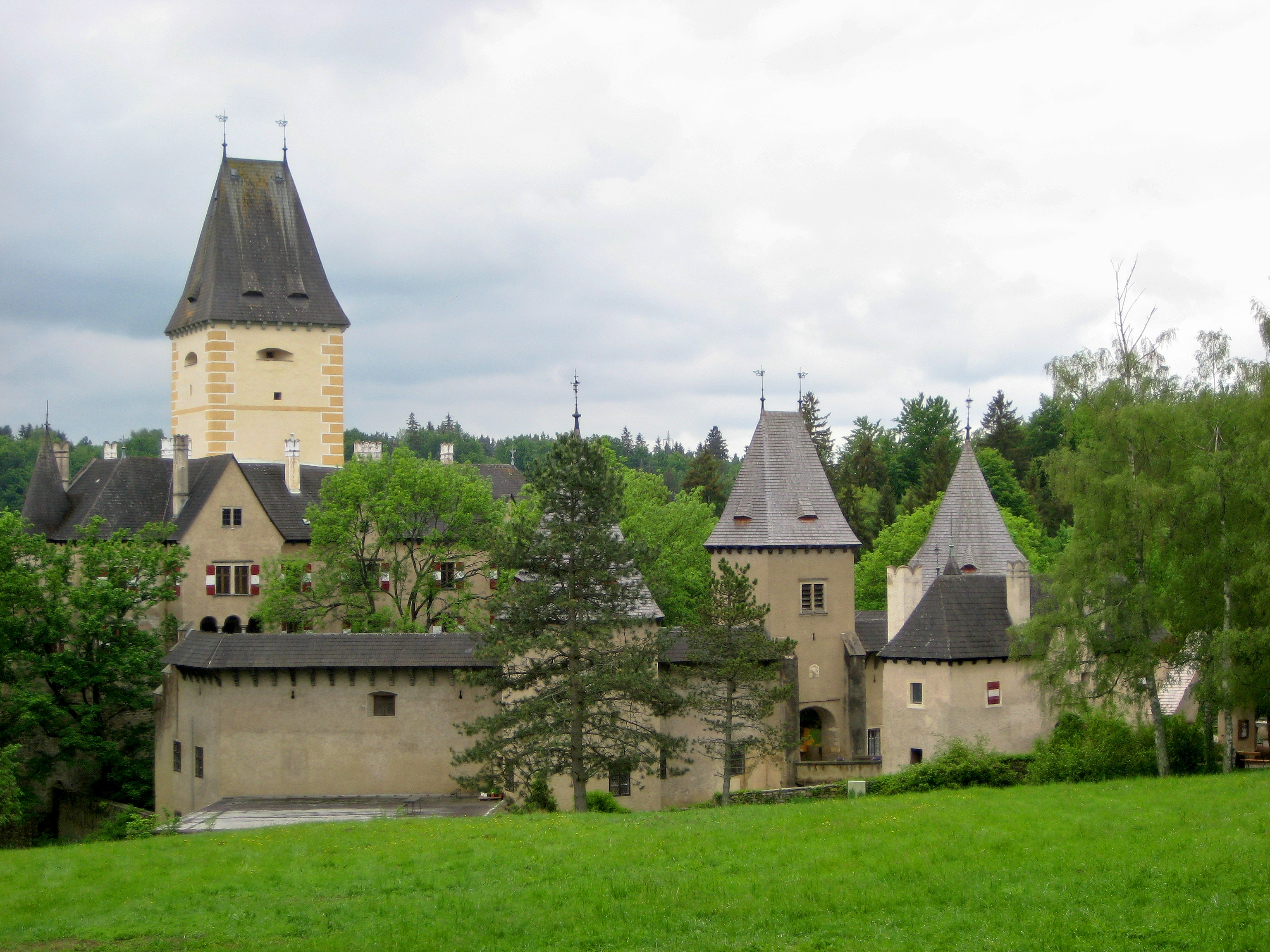
Borgen Ottenstein.

Rastenfeld är en köpingskommun i det österrikiska förbundslandet Niederösterreich. Orten är belägen i distriktet Krems norr om distriktshuvudorten Krems an der Donau. I kommunen ligger borgen Ottenstein.
Kommunen består av nio orter (Ortschaften) (inom parentes invånarantal 1 januari 2024):

- Marbach im Felde (208)
- Mottingeramt (130)
- Niedergrünbach (161)
- Ottenstein (1)
- Peygarten-Ottenstein (516)
- Rastenberg (16)
- Rastenfeld (477)
- Sperkental (64)
- Zierings (8)